# Uppsala läns vapen

Uppsala läns vapen är identiskt med Upplands landskapsvapen, trots att län och landskap inte sammanfaller.

Uppsala läns vapen är identiskt med vapnet för landskapet Uppland. Uppsala län utgör endast en del av landskapet, men användandet av det oförändrade landskapsvapnet för länet har hävd sedan 1700-talet och fastställdes därför av Kungl. Maj:t (regeringen) den 17 november 1939.
Länsvapnet skall inte i sig självt krönas av någon krona, men när vapnet står för länsstyrelsen kan det krönas med kunglig krona, eftersom det då representerar en statlig myndighet. När vapnet står för landskapet Uppland kan det däremot krönas med en hertigkrona, vilket således är den enda skillnaden som finns mellan läns- och landskapsvapnen, och då någon krona inte alltid finns på plats kan man alltså inte alltid veta om vapnet skall stå för landskapet eller länet.

## Blasonering
Blasonering: I rött fält ett riksäpple av guld.